# 79 (број)
79 је природан број који се јавља после броја 78, а претходи броју 80.

## У математици
79 је:
- 22. прост број.
- регуларни број.[1]
- срећни број.[2]
- Хигсов број.[3]

## У науци
- атомски број злата.